# Habenaria procera
Habenaria procera är en orkidéart som först beskrevs av Adam Afzelius och Olof Swartz, och fick sitt nu gällande namn av John Lindley. Habenaria procera ingår i släktet Habenaria och familjen orkidéer. Inga underarter finns listade i Catalogue of Life.